# Ременниково (Устюженский район)
Ременниково — деревня в Устюженском районе Вологодской области.
Входит в состав Никифоровского сельского поселения, с точки зрения административно-территориального деления — в Никифоровский сельсовет.
Расстояние до районного центра Устюжны по автодороге — 18 км, до центра муниципального образования посёлка Даниловское  по прямой — 3 км. Ближайшие населённые пункты — Алексеево, Еремейцево, Жихнево, Котово.
Население по данным переписи 2002 года — 2 человека.